# Geografie Japonska

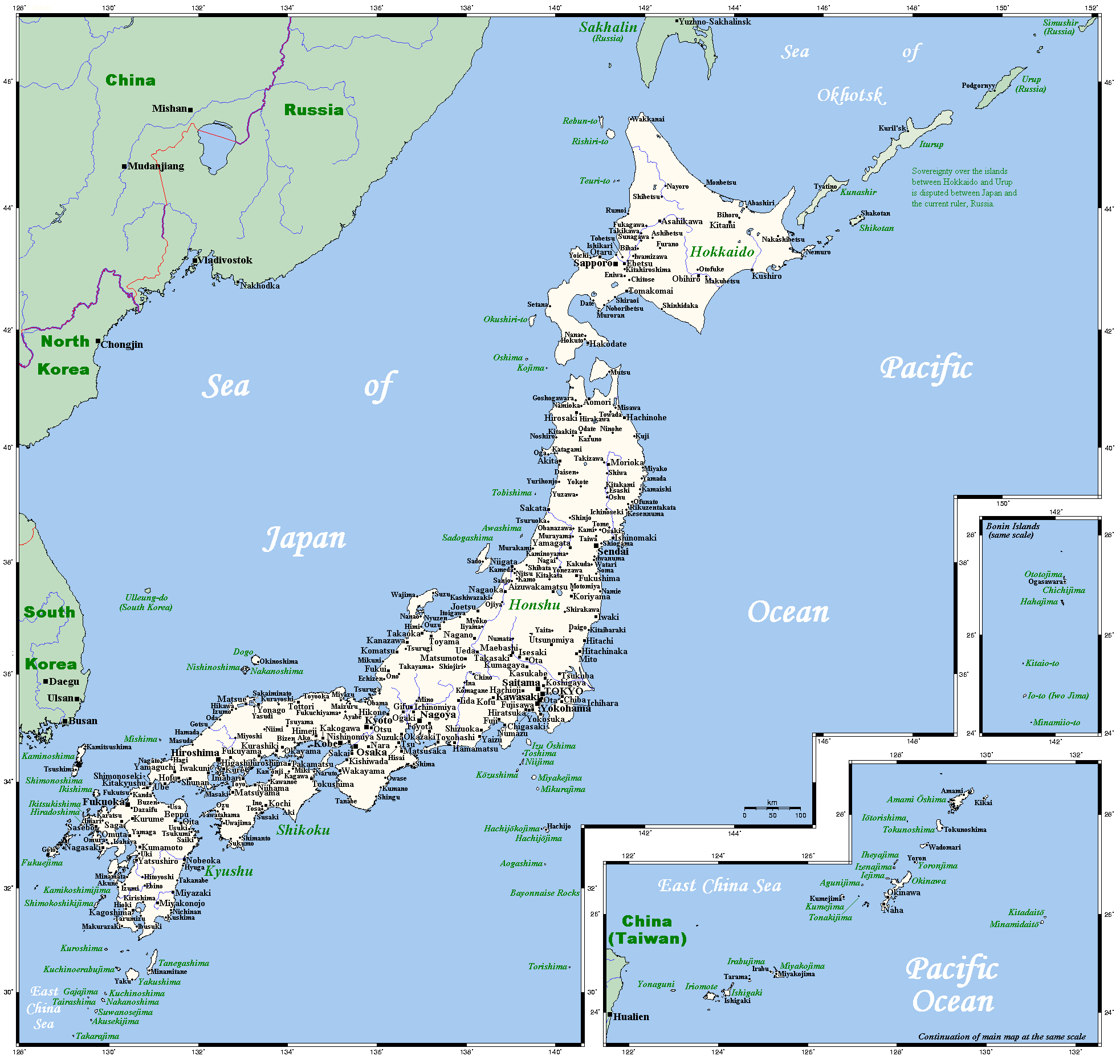
Japonská města

Japonsko je ostrovní stát, který se nachází na okraji kontinentálního šelfu u východního pobřeží Asie. Jeho přirozenou hranici tvoří moře, přičemž celková délka hranic je cca 30 000 km . Na východě a jihu je omýváno Tichým oceánem, na západě Východočínským a Japonským mořem a severní pobřeží se dotýká Ochotského moře. Od pevninské Jižní Koreje ho dělí Korejský průliv asi 180 km široký. Ostrovní stát zabírá plochu 377 801 km2 tvořenou 4 hlavními ostrovy, souostrovím Rjúkjú a více než 3 000 malými ostrůvky.
Hlavní souostroví tvoří ostrovy Hokkaidó (北海道), Honšú (本州, největší ostrov), Šikoku (四 国) a Kjúšú (九州). Všechny japonské ostrovy, převážně sopečného původu a jsou velmi hornaté. V Japonsku je 580 hor vyšších než 2 000 m, z toho 7 přesahuje výšku 3 000 m (Fudži 3 776 m, Kitadake 3 192 m, Hotakadake 3 190 m, Arigatake 3180 m, Ontake 3 063 m, Norikura 3 026 m a Tatejama 3 015 m). Centrální část Honšú vyplňuje složitý systém pohoří souhrnně nazývaných Japonské Alpy. Blízko jižního pobřeží západně od Tokia se nachází osamělá sopka a nejvyšší hora Japonska - Fudži (3 776 m). Většina Japonských nížin se rozkládá na Tichomořské straně ostrova. Největší nížina Kantó se rozprostírá v okolí Tokia na ploše zhruba 13 000 km2.
Oblast Japonských ostrovů patří mezi nejaktivnější vulkanické zóny na světě. V Japonsku se nachází 110 aktivních sopek. Oblast patří taky mezi seismicky aktivní. Ročně se zde zaznamená až 1 500 otřesů půdy.

## Vodstvo

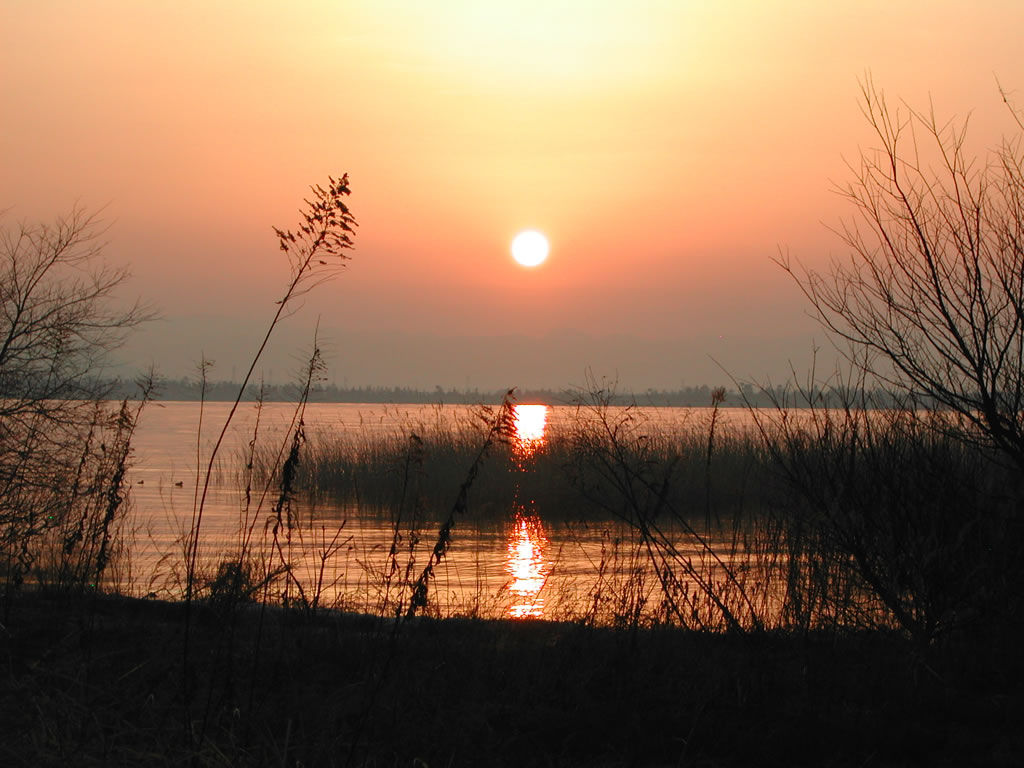
Jezero Biwa

Japonsko má poměrně krátké a dravé horské řeky s celoročním dostatkem vody, ale velká většina z nich není splavná. Nejvíce vody mají na jaře při tání ledů. Nejdelší řeka Japonska je Šinano na ostrově Honšú (367 km), která teče z pohoří Hida až k Niigata a vlévá se do Japonského moře. Ostatní významné řeky se vlévají do Tichého oceánu (Kiso 232 km, Tonegawa 322 km).
Jezera jsou známá svou nesmírnou krásou. Mají hlavně horský charakter, největším jezerem je Biwa u Kjóta o rozloze 674 km2, nejhlubší je Tazawa východně od města Akita (423 m). Z turistického hlediska jsou známá jezírka na úpatí hory Fudži (Jamanaka, Sai, Soudži, motes, Kawaguči).
Intenzivní vulkanická a tektonická činnost vytvořila příznivé podmínky pro vznik bohatých minerálních a termálních pramenů. Celkem jich je přes 27 000, jsou mezi nimi horké i mírně termální vody. Využívají se k rekreačním i léčebným účelům, tyto termální prameny jsou nazývané onsen.

## Podnebí

Animace ukazující odhady srážek nad jižním Japonskem a okolními regiony od 20. až 27. července 2009

Klimatické podmínky jsou v Japonsku velmi různorodé, což je způsobeno hornatostí a protaženým tvarem hlavního souostroví. Podnebí Japonska je ovlivňováno monzuny. Sever území má chladné, střed mírné a jih subtropické podnebí. Teploty v zimě se pohybují mezi −9 °C až +16 °C, a v létě od +20 °C do +28 °C. V létě postihují Japonsko silné deště, které v srpnu přecházejí až do monzunů. Průměrné množství srážek za rok v okolí Tokia je 1 405 mm, nejdeštivější je květen se 185 mm a nejsušší je leden pouze se 45 mm srážek.
Japonsko je ostrovní země a proto je podnebí země ovlivněno mořskými vlivy. Západní pobřeží Japonska patří do oblasti Japonského moře, nad ním každou zimu foukají směrem k pevnině silné a studené severozápadní větry pocházející ze Sibiřské arktické oblasti, nad Japonským mořem se tyto studené a suché větry smíchají s teplým a vlhkým vzduchem pocházejícím z teplého Cučimské mořského proudu. Spojením obou vzduchových hmot vznikne na sněhové přeháňky bohatá vzduchová masa, která každoročně způsobí silné sněhové kalamity a bohatou, až několika metrovou, sněhovou nadílku především na ostrově Honšú, západně od masivu Japonských Alp. Oblast země nejvíce zasažena tímto meteorologickým fenoménem je prefektura Akita, která je proto v Japonsku známá i jako sněhová země.
Východní a jižní pobřeží země na druhé straně charakterizují teplá léta s vysokými letními teplotami a mírná zima, což způsobují teplé oceánské proudy proudící v okolí východních břehů Japonska. V Tokiu, které se nachází v této oblasti, jsou sněhové přeháňky během zimy ojedinělé, teplota výjimečně klesne pod 10 stupňů Celsia. V některých měsíců během léta a podzimu je však oblast východního a jižního Japonska vystavena silnému větru a bohatým dešťovým srážkám, což způsobují každé jaro ve středním Pacifiku vznikající mohutné a na přeháňky bohaté vzduchové masy, zvané tajfuny, které pravidelně dosahují až k japonským břehům a způsobují vážné škody. Letní období dešťů typické silnými přeháňkami a slabou rychlostí větru začíná ve východním Japonsku v polovině června a trvá šest týdnů. Na konci léta a začátku podzimu zase zasahují zemi pravidelně tajfuny, které přinášejí ničivé deště a silný nárazový vítr, na rozdíl od letní sezóny dešťů, které nezpůsobují téměř žádné vážné škody.